# Saint-Vert
Saint-Vert är en kommun i departementet Haute-Loire i regionen Auvergne-Rhône-Alpes i centrala Frankrike. Kommunen ligger i kantonen Auzon som tillhör arrondissementet Brioude. År 2022 hade Saint-Vert 108 invånare.

## Befolkningsutveckling
Antalet invånare i kommunen Saint-Vert
| Referens: INSEE |